# Manuel Riofrío
Manuel José Riofrío Vega (Talara, Departamento de Piura, Perú, 27 de julio de 1977) es un exfutbolista peruano. Jugaba de guardameta.
Se inició en las menores del Sporting Cristal, luego fue cedido al Alcides Vigo. Actualmente es coordinador deportivo de Iniesta Academy en Perú.

## Clubes
| Club                       | País    | Año         |
| -------------------------- | ------- | ----------- |
| Alcides Vigo               | Perú    | 1997        |
| Sporting Cristal           | Perú    | 1998        |
| Sport Agustino             | Perú    | 1998        |
| Alcides Vigo               | Perú    | 1999 - 2000 |
| Cienciano                  | Perú    | 2000 - 2001 |
| Alcides Vigo               | Perú    | 2002        |
| FBC Melgar                 | Perú    | 2003 - 2004 |
| Alianza Lima               | Perú    | 2005        |
| Jorge Wilstermann          | Bolivia | 2006        |
| FBC Melgar                 | Perú    | 2006        |
| Univ. Técnica de Cajamarca | Perú    | 2007        |
| Atlético Torino            | Perú    | 2008        |
| Universidad San Marcos     | Perú    | 2009        |
| Coronel Bolognesi FC       | Perú    | 2010        |
| Real Garcilaso             | Perú    | 2011        |
| Atlético Minero            | Perú    | 2012        |
| Atlético Torino            | Perú    | 2013        |

## Palmarés

### Campeonatos nacionales
| Título          | Club      | País | Año  |
| --------------- | --------- | ---- | ---- |
| Torneo Clausura | Cienciano | Perú | 2001 |